# Lite för mitt hjärta och lite för min Gud
Lite för mitt hjärta och lite för min Gud är en svensk dokumentärfilm från 1993 i regi av Brita Landoff.
Filmen skildrar så kallade Meddahatter, det vill säga kvinnliga musiker som sjunger, spelar och dansar för andra kvinnor i Oran i Algeriet. Inspelningen ägde rum där 1990–1991 och filmen premiärvisades den 12 mars 1993 på biograf Fågel Blå i Stockholm.